# Придатний до нестройової
«Придатний до нестройової» (рос. «Годен к нестроевой») — білоруський радянський художній фільм 1968 року режисерів Володимира Рогового та Юхима Севели.

## Сюжет
Війна. Новобранець Володимир з атестацією «придатний до нестройової» потрапляє до старшини зв'язку Качури та призначається в їздові. Не маючи досвіду спілкування з кіньми, Володимир часто потрапляє в комічні ситуації. Але війна є війна — і незабаром Володимир стає справжнім солдатом.

## У ролях
- Віктор Перевалов
- Михайло Пуговкін
- Борис Гітін
- Олексій Чернов
- Любов Румянцева
- Євген Кузнєцов
- Кахі Кавсадзе
- Олексій Миронов
- Геннадій Овсянников

## Творча група
- Сценарій: Юхим Севела
- Режисер: Володимир Роговий, Юхим Севела
- Оператор: Віталій Ніколаєв
- Композитор: Рафаїл Хозак